# Shrewsbury
Shrewsbury är en stad och civil parish i enhetskommunen Shropshire i grevskapet Shropshire i England. Staden är centralort i enhetskommunen, och ligger vid floden Severn omkring 15 kilometer öster om gränsen till Wales. Genom närheten till Wales har den också ett kymriskt namn: Amwythig. Fram till 2009 var staden också centralort i det dåvarande distriktet Shrewsbury and Atcham.
Shrewsbury hade omkring 72 000 invånare vid folkräkningen 2005.

## Historia

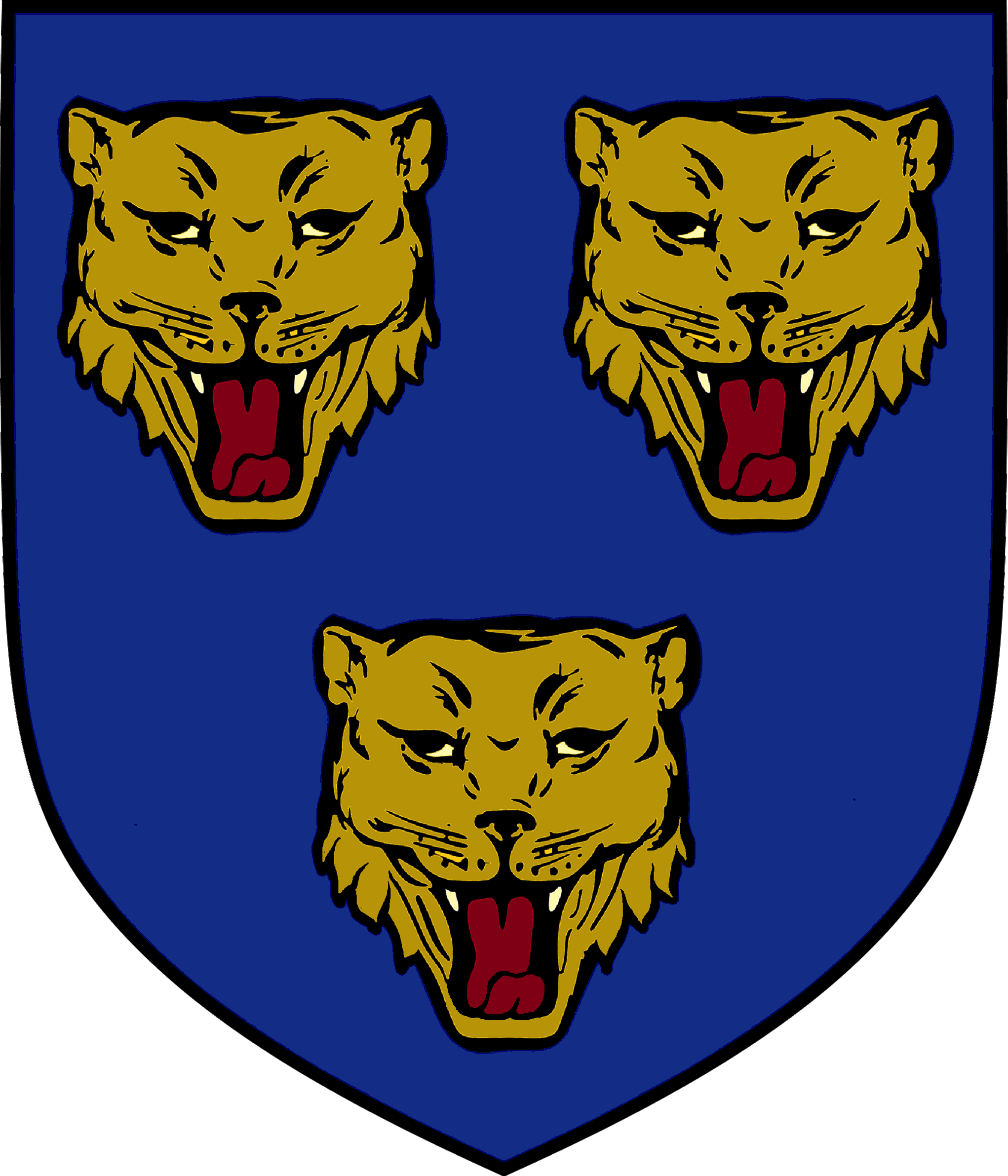
Shrewsburys vapen.

Staden grundades omkring år 900, och blev på grund av ullindustrin en rik och viktig stad under senmedeltiden. Floden var en viktig faktor i detta eftersom den utgjorde en snabb transportväg för varorna.
Slaget vid Shrewsbury utkämpades utanför staden 1403, på en plats idag känd som Battlefield.
Shrewsbury påverkades bara i liten skala av den industriella revolutionen, trots närheten till den moderna industrins vagga i Coalbrookdale och Ironbridge.

## Sevärdheter
I stadens centrum finns ett medeltida gatunätverk bevarat, med många smala och gamla gator. Många av dessa gatorna är kända som shuts eftersom de tidigare stängdes (shut) av på nätterna.
Flera pubar har funnits i århundraden, bland annat Golden Cross från 1428 som är stadens äldsta pub, samt Dun Cow of King's Head.
Mitt i staden finns The Quarry, som är en stor park vid floden. Staden är känd som "blomsterstaden" och denna park är en av platserna där man kan se varför den har begåvats med namnet. Shrewsbury Flower Show är en av de största årliga blomsterfestivalerna i Storbritannien. Den har avhållits i mitten av augusti sedan andra halvan av 1800-talet och lockar till sig över 100 000 besökare varje år.
De viktigaste museerna är Rowley's House, Shrewsbury Castle (med Shropshire Regimental Museum) och Coleham Pumping Station. Det finns också flera gallerier och antikvitetsbutiker i staden.
Det katolska Shrewsbury stift har säte i staden och här finns också katedralen Shrewsbury Cathedral.

## Näringsliv
Bryggeriet Dolphin Bar & Brewery ligger i Shrewsbury.

## Personligheter
- Charles Darwin, evolutionsvetare
- Duncan "Flash" Gordon, sjöofficer
- Nathan James Biggs, artist
- Joe Hart, fotbollsspelare